# 斉藤武史
斉藤 武史（さいとう　たけし）は、日本の柔道選手である。階級は65kg級。身長178cm。

## 経歴
大宮工業高校2年の時にインターハイ軽量級で2位になった。日体大2年の時には新人体重別65kg級で3位になった。また、正力杯で優勝すると、正力国際では初戦で世界チャンピオンであるドイツのウド・クエルマルツを判定で破るなどして決勝まで進むと、韓国の金相文も判定で破って優勝した。この際に、この階級では際立った長身から内股、払腰、大外刈などを展開するスケールの大きい柔道と評された。

## 戦績
- 1988年 -　インターハイ　軽量級　2位
- 1991年 -　正力杯　優勝
- 1991年 -　新人体重別　3位
- 1992年 -　正力国際　優勝

(出典、JudoInside.com)。